# رودريغو بنتانكور
رودريغو بنتانكور كولمان (بالإسبانية: Rodrigo Bentancur Colman؛ مواليد 5 يونيو 1997) لاعب كرة قدم أوروغواياني يلعب في مركز الوسط لصالح نادي توتنهام هوتسبير الإنجليزي و‌منتخب الأوروغواي.

## وصلات خارجية
- رودريغو بنتانكور على موقع IMDb (الإنجليزية)

- رودريغو بنتانكور على موقع الاتحاد الدولي (مؤرشف)  (الإنجليزية)
- رودريغو بنتانكور على موقع الاتحاد الأوربي (الإنجليزية)
- رودريغو بنتانكور على موقع إي إس بي إن إف سي (الإنجليزية)
- رودريغو بنتانكور على موقع قاعدة بيانات كرة القدم.إي يو (الإنجليزية)
- رودريغو بنتانكور على موقع ليكيب (الفرنسية)
- رودريغو بنتانكور على موقع ناشيونال فوتبول تيمز (الإنجليزية)
- رودريغو بنتانكور على موقع Soccerbase.com (لاعب) (الإنجليزية)
- رودريغو بنتانكور على موقع Soccerway.com (الإنجليزية)
- رودريغو بنتانكور على موقع عالم كرة القدم.نت (الإنجليزية)
- رودريغو بنتانكور على موقع AS.com (الإسبانية)